# Al-Ashraf Khalil
Al-Ashraf Khalil, död 1293, var en egyptisk monark. Han var regerande sultan i Mamluksultanatet Egypten mellan 1290 och 1293.